# Joao Rojas
Joao Robin Rojas Mendoza, ou simplement Joao Rojas, né le 14 juin 1989 à La Troncal en Équateur, est un footballeur international équatorien au poste de milieu offensif au AD Tarma.

## Biographie

### Équipe nationale
Joao Rojas est convoqué pour la première fois par le sélectionneur national Sixto Vizuete pour un match amical face au Mexique le 13 novembre 2008. Il rentre à la 89e minute à la place de Pablo Palacios (défaite 2-1). Le 12 novembre 2011 contre le Paraguay, il marque son premier but en sélection (défaite 2-1).
En juin 2014, le sélectionneur Reinaldo Rueda annonce que Joao Rojas est retenu dans la liste des 23 joueurs pour jouer la Coupe du monde 2014 au Brésil. 
Il compte 34 sélections et 2 buts avec l'équipe d'Équateur entre 2008 et 2015.  

## Palmarès

### En club
- Avec le Cruz Azul :
  - Vainqueur de la Ligue des champions de la CONCACAF en 2014

### Distinctions personnelles
- Élu meilleur espoir de Serie A en 2008 et 2009

## Statistiques

### Statistiques en club
Le tableau ci-dessous résume les statistiques en match officiel de Joao Rojas durant sa carrière de joueur professionnel.
| Saison                | Club                  | Championnat           | Championnat | Championnat | Coupe(s) nationale(s) | Coupe(s) nationale(s) | Compétition(s) continentale(s) | Compétition(s) continentale(s) | Compétition(s) continentale(s) | Équateur | Équateur | Total | Total |
| Saison                | Club                  | Division              | M.          | B.          | M.                    | B.                    | Comp.                          | M.                             | B.                             | M.       | B.       | M.    | B.    |
| 2007                  | Técnico Universitario | Serie B               | 36          | 3           | -                     | -                     | -                              | -                              | -                              | -        | -        | 36    | 3     |
| 2008                  | Técnico Universitario | Serie A               | 31          | 3           | -                     | -                     | -                              | -                              | -                              | 1        | 0        | 32    | 3     |
| 2009                  | Emelec                | Serie A               | 31          | 6           | -                     | -                     | CS                             | 4                              | 0                              | 3        | 0        | 38    | 6     |
| 2010                  | Emelec                | Serie A               | 42          | 7           | -                     | -                     | CL+CS                          | 7+4                            | 1+3                            | 6        | 0        | 59    | 11    |
| 2010 - 2011           | Monarcas Morelia      | Primera División      | 16          | 2           | -                     | -                     | -                              | -                              | -                              | 1        | 0        | 17    | 2     |
| 2011 - 2012           | Monarcas Morelia      | Primera División      | 32          | 4           | -                     | -                     | LCC                            | 5                              | 2                              | 4        | 1        | 41    | 7     |
| 2012 - 2013           | Monarcas Morelia      | Primera División      | 31          | 8           | -                     | -                     | -                              | -                              | -                              | 7        | 1        | 38    | 9     |
| 2013 - 2014           | Cruz Azul             | Primera División      | 28          | 8           | -                     | -                     | LCC                            | 8                              | 0                              | 9        | 0        | 45    | 8     |
| Total sur la carrière | Total sur la carrière | Total sur la carrière | 247         | 44          | -                     | -                     | -                              | 28                             | 6                              | 31       | 2        | 306   | 52    |

### Buts en sélection
Le tableau suivant liste les résultats de tous les buts inscrits par Joao Rojas avec l'équipe d'Équateur.